# Howard Hayes Scullard
Howard Hayes Scullard (Bedford, 9 febbraio 1903 – Londra, 31 marzo 1983) è stato uno storico britannico, specializzato in storia antica, noto per la redazione dell'Oxford Classical Dictionary e per i suoi numerosi libri sull'Antica Roma.

## Biografia
Nato a Bedford, nell'Est dell'Inghilterra, da Herbert Hayes Scullard, pastore della Chiesa congregazionalista e professore di religione al college, e Barbara Louisa Dodds, la sua prima educazione si svolse alla Highgate School, seguita dal St. John's College, Cambridge. Howard Hayes Scullard fu tutore e poi lettore al New College London, dal 1935 al 1959, quando divenne professore di storia antica al King's College London, andando poi in pensione nel 1970.
Forse la sua opera forse più conosciuta è "From the Gracchi to Nero", un testo ampiamente usato dagli studenti che studiano a Roma nella tarda repubblica, così come Roma sotto i Giulio-Claudiani.

## Opere
- (EN)  Scipio and the second Punic war, 1930[1];
- (EN)  History of the Roman world from 753 to 146 B.C., ((IT)  Storia del mondo romano. Dalla fondazione di Roma alla distruzione di Cartagine. Dalle riforme dei Gracchi alla morte di Nerone., 2 Voll, trad. it. 1983)[1];
- (EN)  From the Gracchi to Nero: a history of Rome from 133 B.C. to A.D. 68, 1953 ((IT)  Storia del mondo romano. Dalla fondazione di Roma alla distruzione di Cartagine. Dalle riforme dei Gracchi alla morte di Nerone., 2 Voll, trad. it. 1983)[1];
- (EN)  The Etruscan cities and Rome, 1967 ((IT)  Le città etrusche e Roma trad. it. 1969)[1];
- (EN)  Scipio Africanus: soldier and politician, 1970[1];
- (EN)  The elephant in the Greek and Roman world, 1974[1];
- (EN)  Roman Britain, 1979[1];
- (EN)  Festivals and ceremonies of the Roman republic, 1981[1].